# 韓元震
韓 元震（ハン・ウォンジン、1682年－1751年旧暦2月8日）は、李氏朝鮮の文臣、性理学者。字は德昭。号は南塘。諡号は文純。本貫は清州韓氏。

## 人物
李朝初期の領議政韓尚敬の末裔にあたる。権尚夏が宋時烈の嫡伝を得て講学するのを聞くと、1702年に入門し、門下の江門八学士（江門八賢）に李柬らとともに選ばれた。1717年に学行を推挙され、荘陵参奉を除授された。1721年、翊衛司副率を拝命したが、同年の辛丑換局により老論派が失脚し、自ら辞職した。1725年には復権し、経莚官を拝命したが、英祖の老少併用策に異を唱えて少論派を批判した。1741年に司憲府掌令に除目されたが、致仕して学究に専念した。
同門の李柬と人物性偏在問題を議論し、その人物同性論を批判し、人・物の性は偏全の異があるとし、朱熹の理気心性定説に修正を加え、本然の性を二分する「性三層説」を主張した。また宋時烈の「朱書同異考」の編纂を引き継ぎ、1741年に完成させた。